# دریاچه آق‌قیک
دریاچه آق‌قیک (انگلیسی: Lake Aqqikkol) یک دریاچه در استان سین‌کیانگ کشور چین است.